# ژاک آباردونادو
ژاک آباردونادو (انگلیسی: Jacques Abardonado؛ زادهٔ ۲۷ مهٔ ۱۹۷۸) بازیکن فوتبال اهل فرانسه است.
از باشگاه‌هایی که در آن بازی کرده‌است می‌توان به باشگاه فوتبال المپیک مارسی، باشگاه فوتبال والنسین، باشگاه فوتبال نورنبرگ، باشگاه فوتبال نیس، و باشگاه فوتبال لوریان اشاره کرد.